# Axel Julius De la Gardie

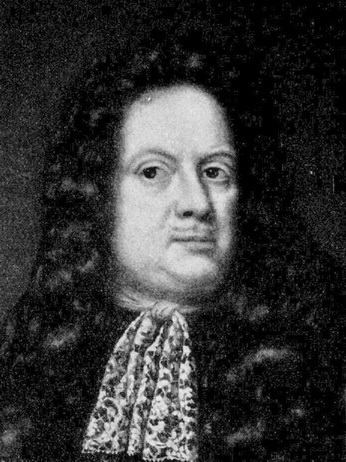
Axel Julius De la Gardie

Axel Julius De la Gardie (getauft 12. Februarjul. / 22. Februar 1637greg. in Stockholm; † 7. Maijul. / 18. Mai 1710greg. ebenda) war ein schwedischer Militär und Staatsmann.

## Leben
Axel Julius De la Gardie wurde als jüngster Sohn des schwedischen Militärs und Politikers Jakob De la Gardie (1583–1652) und dessen Ehefrau Ebba Magnusdotter Brahe (1596–1674) geboren. Sein Großvater Pontus De la Gardie (1520–1585) war ein französischer Heerführer, der in schwedische Dienste eingetreten und die schwedische Gräfin Sophie Johannsdotter Gyllenhielm geheiratet hatte.
Schnell machte Graf Axel Julius De la Gardie Karriere im schwedischen Militär. 1656 wurde er Major der königlichen Leibgarde. Im September 1660 wurde er zum Obersten des Västgöta-Regiments zu Pferd ernannt. 1664 war er Generalmajor der Kavallerie und Oberst der königlichen Leibgarde.
Ab 1674 bekleidete Axel Julius De la Gardie den Rang eines schwedischen Reichsrat  und wurde ein Jahr später Feldmarschallleutnant. Er erhielt 1676 den Oberbefehl der Truppen in Finnland und Ingermanland, um die Verteidigung gegenüber einem möglichen russischen Angriff zu organisieren. 1677 übernahm De la Gardie die Verteidigung gegenüber Dänisch-Norwegen in Jämtland und Bergslagen.
Von 1687 bis 1704 war er Generalgouverneur von Estland. Er begünstigte den lokalen deutschbaltischen Adel. Mit Beginn des Großen Nordischen Krieges 1700 organisierte er die schwedischen Truppen im Land gegen die zaristische Armee unter Peter I. 1704 wurde er nach Misserfolgen nach Schweden zurückbeordert. Er behielt allerdings seinen Platz im Reichsrat.

## Privatleben
Axel Julius De la Gardie war ab 1664 mit der Freiin Sofia Juliana Forbus (1649–1701) verheiratet, einer Tochter des schwedischen Generals und Reichsrats Arvid Forbus (1598–1665). Das Paar hatte drei Söhne:
1. Adam Carl De la Gardie (1664–1721)

2. Magnus Julius De la Gardie (1668–1741)

3. Pontus Fredrik De la Gardie (1669–1717)